# Niviventer
Niviventer är ett släkte av däggdjur. Niviventer ingår i familjen råttdjur. Dessa gnagare förekommer i södra och sydöstra Asien.

## Utseende
Individerna når en kroppslängd (huvud och bål) mellan 11 och 21 cm samt en svanslängd mellan 12 och 27 cm. Kännetecknande för släktet är den vita buken men några få arter har en ljusgrå undersida. Pälsen på ovansidan är gråbrun eller rödbrun. Ofta är även svansen uppdelad i en mörk ovansida och en ljus undersida. Niviventer skiljer sig även i detaljer av skallens och tändernas konstruktion från närbesläktade gnagare.

## Ekologi
Habitatet utgörs av olika slags skogar i både låglänta områden och bergstrakter. Niviventerarterna kan röra sig snabbt. Honorna får i regel två till fem ungar per kull.

## Systematik och status
Artlista (enligt Catalogue of Life om inget annat anges):
- Niviventer andersoni (Thomas, 1911)
- Niviventer brahma (Thomas, 1914)
- Niviventer bukit Bonhote, 1903[3]
- Niviventer cameroni (Chasen, 1940)
- Niviventer confucianus (Milne-Edwards, 1871)
- Niviventer coninga (Swinhoe, 1864)
- Niviventer cremoriventer (Miller, 1900)
- Niviventer culturatus (Thomas, 1917)
- Niviventer eha (Wroughton, 1916)
- Niviventer excelsior (Thomas, 1911)
- Niviventer fraternus (Robinson and Kloss, 1916)
- Niviventer fulvescens (Gray, 1847)
- Niviventer hinpoon (J. T. Marshall Jr., 1976)
- Niviventer huang Bonhote, 1905[3]
- Niviventer langbianis (Robinson and Kloss, 1922)
- Niviventer lepturus (Jentink, 1879)
- Niviventer niviventer (Hodgson, 1836)
- Niviventer rapit (Bonhote, 1903)
- Niviventer tenaster (Thomas, 1916)

Niviventer är nära släkt med andra råttdjur från Sydostasien och släktet listas därför i Dacnomys-gruppen i underfamiljen Murinae.
De flesta arter är inte hotade i beståndet och de listas av IUCN som livskraftiga (LC). En art (N. cameroni) listas som sårbar (VU) och en art (N. hinpoon) som starkt hotad (EN). N. bukit och N. huang är inte listade av IUCN.